# Spits fonteinkruid
Spits fonteinkruid (Potamogeton acutifolius) is een overblijvende, ondergedoken waterplant die behoort tot de fonteinkruidfamilie (Potamogetonaceae). De soort staat op de Nederlandse Rode Lijst van planten als vrij zeldzaam en sterk afgenomen. De plant komt van nature voor in Europa en Midden-Azië.
De plant wordt 50 - 100 cm lang. De tamelijk scherpkantige, ongevleugelde en vaak vrij sterk vertakte stengel is vooral bovenaan sterk afgeplat en daar ongeveer even breed als de bladeren. De grasgroene, 2 - 4 mm brede, geleidelijk toegespitste bladeren hebben drie sterke nerven. Verder hebben de bladeren talrijke zeer fijne overlangse nerven, die vlak voor de top eindigen. De min of meer stengelomvattende (schedevormige) steunblaadjes zijn langer dan 2 cm en niet met het blad vergroeid. Aan de knobbeltjes bij de stengelknopen kunnen witte, zwevende wortels ontstaan.

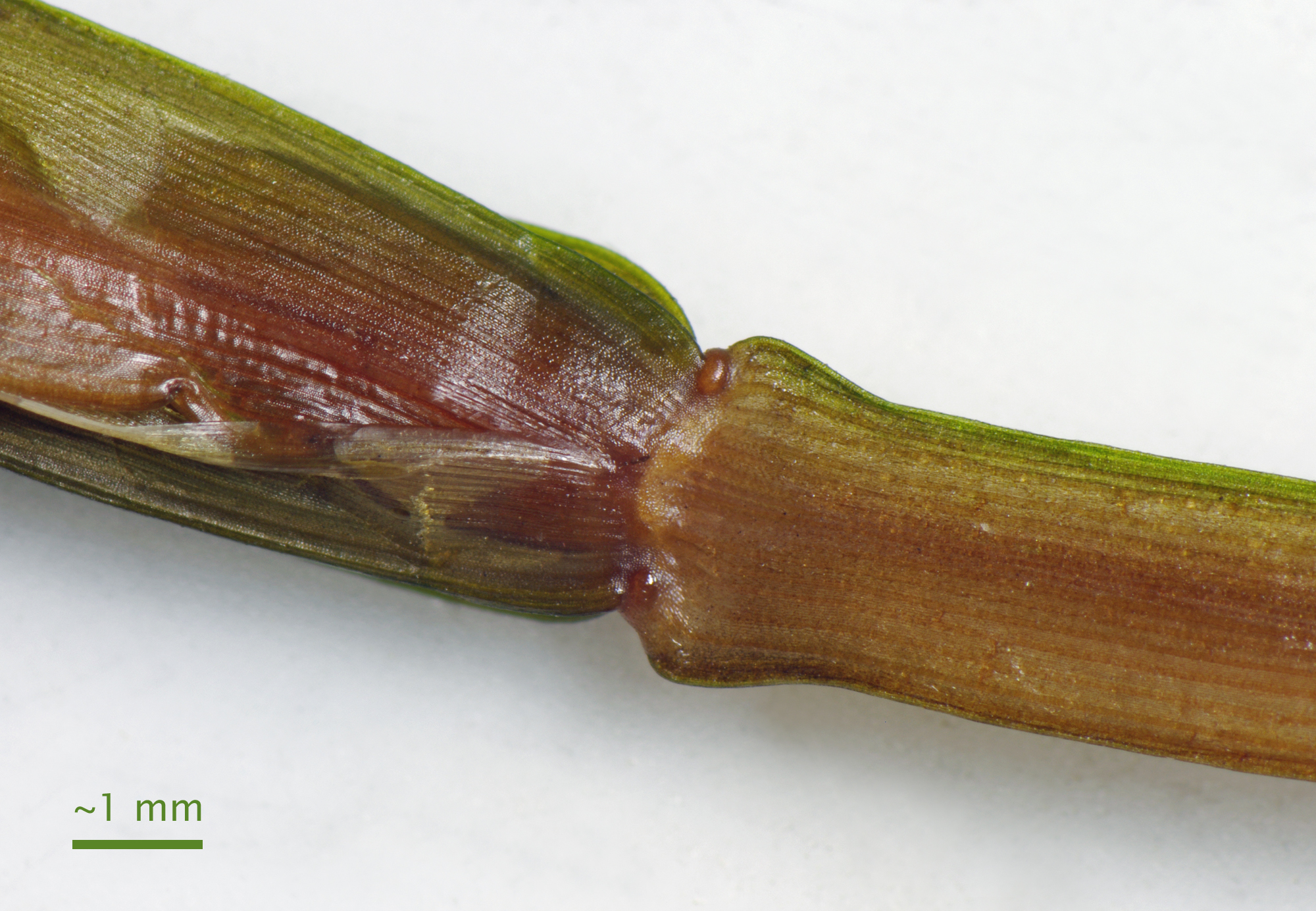
Bladschede met twee knobbeltjes

De plant bloeit van juni tot in augustus. De bloemen zitten met 4 - 6 stuks in een aar. De aar heeft een 5 - 10 mm lange en tot 1 mm dikke steel.
De vrucht is een 3,0 - 4,0 mm lange steenvrucht met een gekromde snavel en aan de voet van de buikzijde een knobbeltje.
Spits fonteinkruid komt voor in zoet, ondiep, stilstaand, voedselrijk water.

## Namen in andere talen
- Duits: Spitzblättriges Laichkraut
- Engels: Sharp-leaved Pondweed
- Frans: Potamot à feuilles aiguës